# Alix de Thouars

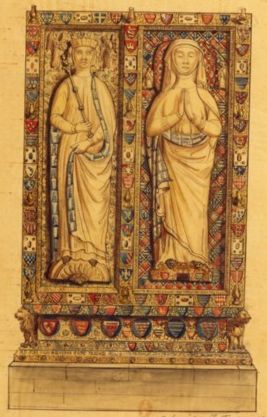
Tomba d'Alix de Thouars i de la seva filla Iolanda de Bretanya, a l'abadia de Villeneuve-Les Nantes (segons l'original de Boudan)

Alix de Thouars. nascuda a 1200 i morta el 21 d'octubre de 1221, va ser duquessa de Bretanya i comtessa de Richmond de 1203 a 1221.

## Biografia
Alix de Thouars era la filla gran de Guiu de Thouars, († 1213), governador del ducat de Bretanya en nom d'Alix fins al seu matrimoni, i de Constància de Bretanya, duquessa de Bretanya, filla i hereva de Conan IV de Bretanya.
Va ser en principi promesa amb Enric II d'Avaugour, però el 1212, Felip II de França va decidir que es casaria amb Pere de Dreux conegut com a Pere "Mauclerc", cosí del rei, per assegurar-se la fidelitat del ducat.
Alix i Pere I Mauclerc van tenir tres fills: 
- Joan I de Bretanya el Roig (vers 1217-1286), duc de Bretanya;
- Iolanda de Bretanya (1218-10/10/1272), casada (gener de 1236) amb Hug XI de Lusignan, senyor de Lusignan, comte de la Marca i d'Angulema;
- Artur de Bretanya (1220-1224).

Alix va morir el 1221 i va ser inhumada amb la seva mare el 24 de novembre de 1225 a l'abadia Notre-Dame de Villeneuve prop de Nantes.